# Aleksandr Loginov (sciatore)
Aleksandr Viktorovič Loginov (in russo Александр Викторович Логинов?; Saratov, 31 gennaio 1992) è un biatleta russo.

## Biografia
In Coppa del Mondo ha esordito il 28 febbraio 2013 a Oslo Holmenkollen (5º), ha ottenuto il primo podio il 2 marzo successivo nella medesima località (3º) e la prima vittoria il 10 marzo sempre del 2013 a Soči Krasnaja Poljana.
Ha preso parte per la prima volta a un'edizione dei Giochi olimpici invernali a Soči 2014 (30° nell'individuale). Il suo risultato è tuttavia stato cancellato a causa della squalifica per violazione delle regole in materia di doping.
Il 12 gennaio 2015, infatti, è stato sospeso dall'Unione Internazionale Biathlon poiché risultato positivo all'eritropoietina (EPO) a un test antidoping effettuato il 26 novembre 2013 a Östersund, con decorrenza della squalifica di due anni dal 25 novembre 2014 al 26 novembre 2016.
Ai mondiali di Hochfilzen 2017 ha vinto la medaglia di bronzo nella staffetta mista ed è stato 72º nell'individuale; due anni dopo ai Mondiali di Östersund 2019 ha vinto la medaglia d'argento nella sprint ed è stato 4º nella staffetta mista.
Il 15 febbraio 2020 si è laureato campione iridato nello sprint ad Anterselva 2020 e il giorno successivo ha conquistato il bronzo nell'inseguimento 12,5 chilometri. Il 22 febbraio lui ed il suo allenatore Alexander Kasperovich, sono stati sottoposti a perquisizione da parte della guardia di finanza, nell'ambito di un'indagine antidoping.
Ai XXIV Giochi olimpici invernali di Pechino 2022 ha vinto la medaglia di bronzo nella staffetta e nella staffetta mista. È inattivo in ambito internazionale da quella stessa stagione 2021-2022 poiché in seguito all'invasione russa dell'Ucraina del 2022 gli atleti russi sono stati esclusi dalle competizioni riconosciute dall'International Biathlon Union.

## Palmarès

### Olimpiadi
- 2 medaglie:
  - 2 bronzi (staffetta, staffetta mista a Pechino 2022)

### Mondiali
- 6 medaglie:
  - 1 oro (sprint[5] ad Anterselva 2020)
  - 1 argento (sprint[5] a Östersund 2019)
  - 4 bronzi (staffetta mista[5] a Hochfilzen 2017; staffetta[5] a Östersund 2019; inseguimento[5] ad Anterselva 2020; staffetta[5] a Pokljuka 2021)

### Mondiali juniores
- 6 medaglie:
  - 2 ori (sprint, individuale a Obertilliach 2013)
  - 4 bronzi (inseguimento, individuale a Kontiolahti 2012; inseguimento, staffetta a Obertilliach 2013)

### Europei
- 7 medaglie:
  - 4 ori (individuale, inseguimento, staffetta mista a Duszniki-Zdrój 2017; inseguimento a Val Ridanna 2018)
  - 3 argenti (sprint a Duszniki-Zdrój 2017; sprint, staffetta a Val Ridanna 2018)

### Coppa del Mondo
- Miglior piazzamento in classifica generale: 2º nel 2019
- 21 podi (12 individuali, 9 a squadre), oltre a quelli ottenuti in sede iridata e validi anche ai fini della Coppa del Mondo:
  - 6 vittorie (3 individuali, 3 a squadre)
  - 6 secondi posti (4 individuali, 2 a squadre)
  - 9 terzi posti (5 individuali, 4 a squadre)

#### Coppa del Mondo - vittorie
| Data            | Località   | Nazione  | Spec.                                                                 |
| --------------- | ---------- | -------- | --------------------------------------------------------------------- |
| 11 gennaio 2019 | Oberhof    | Germania | SP                                                                    |
| 13 gennaio 2019 | Oberhof    | Germania | RL (con Maksim Cvetkov, Evgenij Garaničev e Dmitrij Malyško)          |
| 10 gennaio 2021 | Oberhof    | Germania | MX (con Ul'jana Kajševa, Svetlana Mironova e Ėduard Latypov)          |
| 22 gennaio 2021 | Anterselva | Italia   | IN                                                                    |
| 7 gennaio 2022  | Oberhof    | Germania | SP                                                                    |
| 15 gennaio 2022 | Ruhpolding | Germania | RL (con Said Karimulla Khalili, Daniil Serochvostov e Maksim Cvetkov) |

Legenda:

SP = sprint

IN = individuale

RL = staffetta

MX = staffetta mista